# Frank Göhre
Frank Göhre, né le 16 décembre 1943 à Tetschen-Bodenbach (aujourd'hui Děčín, en République tchèque), est un écrivain et scénariste allemand, auteur de roman policier.

## Biographie
Il grandit à Bochum, en Rhénanie-du-Nord-Westphalie. De 1959 à 1962, il termine un apprentissage commercial et, de 1962 à 1964, un apprentissage de libraire. Il exerce ensuite ce métier à Cologne, Bochum et Essen. De 1970 à 1973, il travaille comme bibliothécaire à Wattenscheid.
En 1973, il est rédacteur pigiste pour un journal du lande de Lunebourg. En 1977, il est rédacteur en chef à Munich, puis de nouveau rédacteur pigiste à Hambourg en 1981. Pendant les années 1980, il contribue à la redécouverte et à la réédition des romans policiers de Friedrich Glauser.
Depuis 1996, il est chargé de cours et chef des ateliers de scénarisation à l'Académie du Film de Louisbourg.
Auteur de romans, de nouvelles et de pièces radiophoniques, il s'intéresse d'abord au thème de la vie adolescente avant de se tourner vers le roman policier. Il signe en outre plusieurs épisodes pour des séries télévisées allemandes et quelques scénarios pour le cinéma. Pour le scénario de St. Pauli Nacht (1998), film allemand réalisé par Sönke Wortmann, d'après le roman éponyme de 1993, il reçoit le Prix allemand de scénario (Deutscher Drehbuchpreis). Ce roman, qui se déroule dans les quartiers chauds de Hambourg, est traduit en France dans la collection Série noire sous le titre La Nuit de St.-Pauli en 1996.

## Œuvre

### Romans
- Costa Brava im Revier (1971)
- Gekündigt (1974)
- So läuft das nicht (1976)
- Wenn Atze kommt (1976)
- Schnelles Geld (1979)
- Außen vor (1982)
- Im Palast der Träume (1983)
- Abwärts (1984), en collaboration avec Carl Schenkel
- Der Schrei des Schmetterlings (1986)
- Zeitgenosse Glauser (1988)
- Einzelhaft (1988)
- Peter Strohm – Agent für Sonderfälle (1989)
- Tiefe Spuren (1989), en collaboration avec Astrid Schumacher et Bert Schumacher
- Der Tod des Samurai (1989)
- Letzte Station vor Einbruch der Dunkelheit (1990)
- Frühstück mit Marlowe (1991)
- Der Tanz des Skorpions (1991)
- St.-Pauli-Nacht (1993) Publié en français sous le titre La Nuit de St.-Pauli, traduit par Patrick Kermann, Paris, Gallimard, Série noire no 2412, 1996  (ISBN 2-07-049479-9)
- Ritterspiele (1996)
- Rentner in Rot (1998)
- Finale am Rothenbaum (1999)
- Grüne Hölle Hagenbeck (1999)
- Goldene Meile (2000)
- Endstation Reinbek (2001)
- Hauptbahnhof Mord (2002)
- Die toten Augen vom Elbstrand (2003)
- Der letzte Freier (2006)
- Zappas letzter Hit (2006)
- An einem heißen Sommertag (2008)
- Mo (2008)
- Der Auserwählte (2010)

## Pièces radiophoniques
- Berufsbild (1971)
- Schmutzige Wäsche (2008)

## Autres publications
- Lesebuch (1972)
- Verhör eines Karatekämpfers und andere Aussagen zur Person (1977)
- Kaum bin ich allein ... (1985), en collaboration avec Jutta Lieck
- Don Juan (1986), en collaboration avec Birgit Heiderich
- Kreuzverhöre (1999), en collaboration avec Jürgen Alberts